# Viktor Něčajev
Viktor Petrovič Něčajev (rusky Виктор Петрович Нечаев, * 28. ledna 1955 Kujbyševka-Vostočnaja) je bývalý ruský lední hokejista, známý jako první hráč ze Sovětského svazu, který se představil v National Hockey League.

## Kariéra
Hrál na pozici středního útočníka za HK Sibir Novosibirsk a od roku 1975 za SKA Leningrad, objevil se v širší nominaci juniorské reprezentace, studoval vysokou dopravní školu. V roce 1979 byl kvůli konfliktu s vedením klubu vyřazen z kádru a musel odejít do druholigového týmu Binokor Taškent, po této zkušenosti se rozhodl pro emigraci.
O rok později uzavřel formální sňatek s americkou studentkou Cheryl Haiglerovou a v roce 1982 mu úřady dovolily vystěhovat se do Spojených států amerických. Tam působil ve farmářských klubech New Haven Nighthawks a Saginaw Gears, v NHL odehrál za Los Angeles Kings tři utkání, v zápase proti New York Rangers přispěl k vítězství 4:2 jednou brankou.
V sezóně 1983/84 hrál za německý klub Düsseldorfer EG. Po skončení aktivní činnosti si zřídil uměleckou agenturu, později pracoval jako hráčský agent.